# Iglesia del Nombre de María
La Iglesia del Nombre de María (en serbio: Crkva imena Marijinog; en húngaro: Mária Neve katolikus templom) es una iglesia parroquial católica en Novi Sad, al norte de Serbia, dedicada a la fiesta del Santo Nombre de María. Es la iglesia más grande de Novi Sad , y está situada en el centro de la ciudad en Trg Slobode. Los locales se refieren a ella como la "catedral",  a pesar de que Novi Sad pertenece a la diócesis católica de Subotica, cuya catedral se encuentra en la localidad del mismo nombre.

## Historia

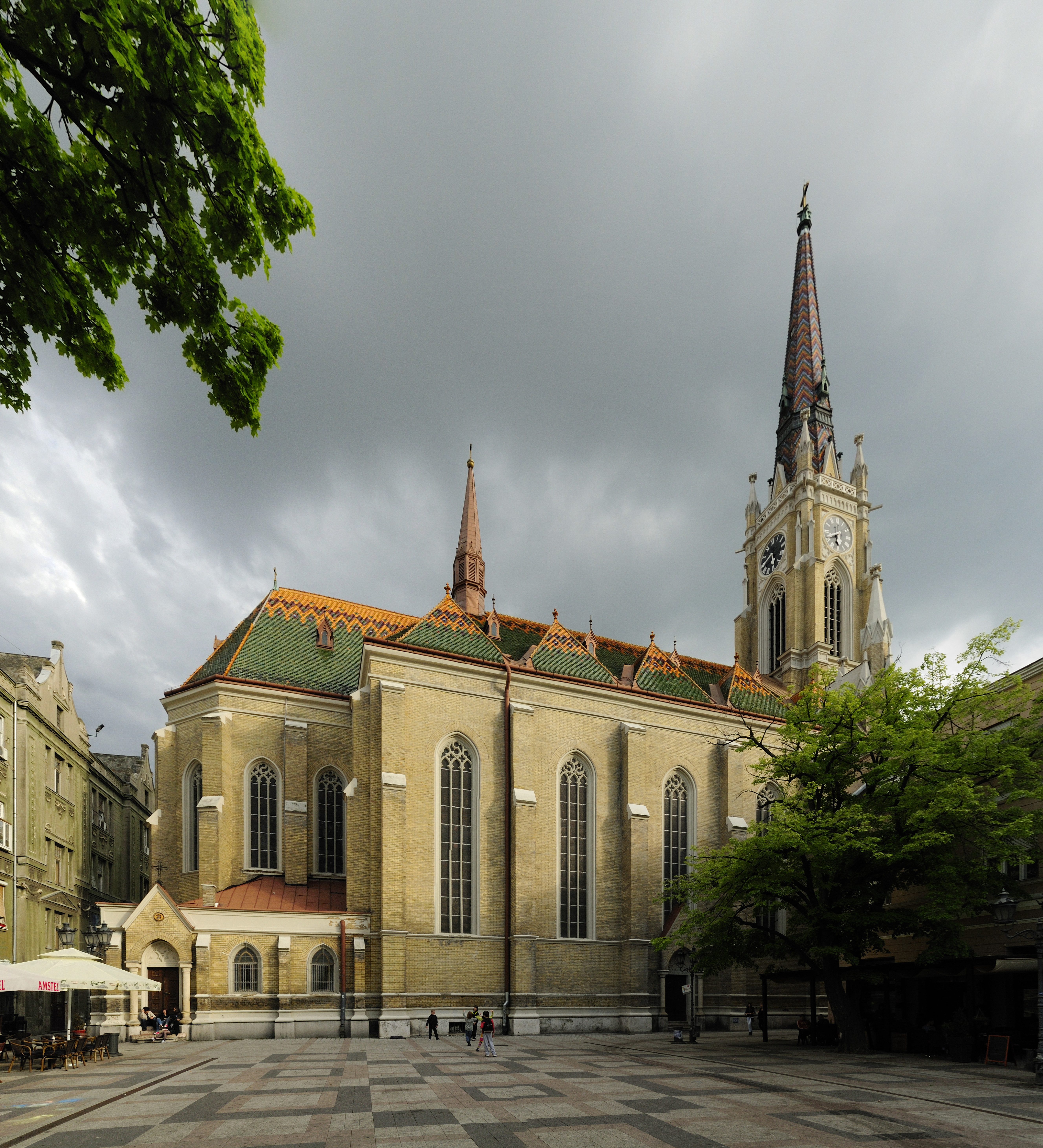
Lateral de la iglesia

Después del Tratado de Karlowitz de 1699, la ciudad de Novi Sad pasó a formar parte de la Monarquía de los Habsburgo. La parroquia católica local se organizó en 1702 y la iglesia original se construyó en 1719 en el mismo lugar que la iglesia actual. Fue dedicada a María Auxiliadora en memoria del éxito de la Liga Santa en la Batalla de Viena. Más tarde, pasó a llamarse Iglesia Nombre de María. Esta iglesia original fue destruida en 1742. Se construyó una segunda iglesia, nueva, en el mismo lugar.  El arzobispo católico de Kalocsa Patacsich Gábor dedicó esta nueva iglesia en 1742.  Esta segunda iglesia sufrió graves daños en el bombardeo durante la Revolución Húngara de 1848 y su campanario fue destruido. Posteriormente fue reconstruido parcialmente.
En 1891, la ciudad tomó la decisión de demoler la antigua iglesia y construir una nueva en el mismo lugar. El arquitecto húngaro György Molnár diseñó la iglesia en 1892 de forma gratuita.  La vieja iglesia fue demolida el mismo año y comenzó la nueva. La construcción principal se terminó en noviembre de 1893.  El campanario de 72 metros de altura con la cruz de oro se terminó en octubre de 1894.